# Gryfice (gromada)
Gryfice – dawna gromada, czyli najmniejsza jednostka podziału terytorialnego Polskiej Rzeczypospolitej Ludowej w latach 1954–1972.
Gromady, z gromadzkimi radami narodowymi (GRN) jako organami władzy najniższego stopnia na wsi, funkcjonowały od reformy reorganizującej administrację wiejską przeprowadzonej jesienią 1954 do momentu ich zniesienia z dniem 1 stycznia 1973, tym samym wypierając organizację gminną w latach 1954–1972.
Gromadę Gryfice z siedzibą GRN w mieście Gryficach (nie wchodzącym w skład gromady) utworzono 31 grudnia 1959 w powiecie gryfickim w woj. szczecińskim na mocy uchwały nr V/56/59 WRN w Szczecinie z dnia 28 sierpnia 1959. W skład jednostki weszły obszary zniesionych gromad Trzygłów, Rybokarty i Rotnowo w tymże powiecie.
Pod koniec 1960 w skład gromady Gryfice wchodziły następujące miejscowości: Barkowo, Baszewice, Borzyszwo, Dębica, Dobrzyn, Grębocin, Grochów, Jabłonowo, Janikowice, Kamieńskie, Kowalewo, Koźle, Krakowice, Kukań, Lubieszewo, Lubin, Lubków, Łopianów, Łopowice, Nieradzin, Popiele, Rotnowo, Rybokarty, Rzęsin, Skowrony, Smolęcin, Sokołów, Starkowo, Stawno, Trzygłów, Waniorowo, Wilczkowo, Wołczyno i Zaleszczyce.
1 stycznia 1972 do gromady Gryfice włączono miejscowości Grądy, Niedźwiedziska, Niekładz, Przybiernówko, Rzęskowo i Witno ze zniesionej gromady Przybiernówko oraz tereny o powierzchni 962,83 ha (w tym miejscowość Brodniki) z miasta Gryfice w tymże powiecie.
Gromada przetrwała do końca 1972 roku, czyli do kolejnej reformy gminnej. 1 stycznia 1973 w powiecie gryfickim utworzono gminę Gryfice.